# Opel 14/20 PS
 (juillet 2024).
L'Opel 14/20 PS est une voiture de la catégorie luxueuse construite par Adam Opel KG de 1905 jusque début 1908 pour succéder au modèle 16/18 PS. Ensuite, la puissance du moteur a été légèrement augmentée, de sorte que la 14/20 PS est devenue l'Opel 14/22 PS, qui a continuée à être construite jusqu'à la fin de l'année 1908.

## Historique et technologie
En augmentant l'alésage de 15 mm, le modèle 16/18 PS est devenu le modèle 14/20 PS. Le moteur était un moteur quatre cylindres d'une cylindrée de 3 402 cm³ (alésage × course = 105 mm × 120 mm). Il produisait 20 ch (14,7 kW) à 1 400 tr/min. Le moteur à commande latérale était refroidi par eau. La puissance du moteur était transmise à l'essieu arrière via un embrayage à cône en cuir, une boîte de vitesses manuelle à quatre vitesses et un arbre à cardan. La vitesse maximale de la voiture était de 60 km/h.
Le cadre était très différent de celui de sa prédécesseur. Il était constitué de profilés en U en tôle d'acier. Les deux essieux rigides étaient suspendus sur des ressorts à lames semi-elliptiques. Le frein de service agissait sur l’arbre de sortie de la transmission. Le frein à main a été conçu comme un frein à tambour agissant sur les roues arrière.
Il y avait deux styles de carrosserie, une voiture de tourisme à quatre places et une berline quatre portes. La variante la moins chère (la voiture de tourisme), coûtait 11 000 Reichsmark.
Début 1908, la puissance du moteur fut augmentée à 22 ch (16,2 kW), toutes les autres valeurs du modèle restèrent les mêmes. En conséquence, les voitures étaient désormais appelées 14/22 PS. Fin 1908, la construction de la 14/22 PS est arrêtée. La successeur était le modèle 13/30 PS de 1912.